# Нарышкин, Василий Васильевич (статский советник)
Васи́лий Васи́льевич Нары́шкин (1738—1786) — статский советник (1774); главный командир Нерчинских заводов (1775—1776).

## Биография
С 1750 года служил в армии, вышел в отставку в звании майора.
В 1766—1773 годы служил прокурором Архангелогородской губернии. В числе прочих задач осуществлял надзор за Арсением Мациевичем, отбывавшим ссылку в Николо-Корельском монастыре; назначил по его делу новое следствие, в результате которого Мациевич был переведён в казематы башни Толстая Маргарита в Ревеле, где и умер.
В 1773—1775 годы — прокурор Коммерц-коллегии. В 1774 году произведён в статские советники.
С 21 марта (1 апреля) 1775 — главный командир Нерчинских заводов. Пытался ограничить произвол заводских офицеров, уменьшить подати заводских крестьян, заменил в селениях приказные избы на земские суды. Проводил политику крещения тунгусов. Его административная деятельность отличалась расточительностью и вымогательством.
18 (29) июля 1776 года по доносу был арестован в Верхнеудинске, доставлен в Иркутск, затем — в Петербург. В октябре 1777 года был осуждён и лишён чинов; его имения были конфискованы и проданы для уплаты казённых долгов. Находился в заключении в Петропавловской крепости, где и умер.
Его элегия «Узрев твой нежный взор» была напечатана в «Трудолюбивой пчеле» (1759).

### Семья
Отец — Василий Васильевич Нарышкин (1712—1779), генерал-поручик, белгородский и новгородский губернатор.
Братья:
- Семён (1731 — до 1800) — вице-президент Берг-коллегии (1775—1778), директор Петербургского горного училища (1776—1777);
- Алексей (1742—1800) — тайный советник, камергер, псковский наместник (1775—1776).

## Комментарии
1. ↑  По другим данным[2] — в 1767—1773 годы.